# Japanse visluis
De Japanse visluis (Argulus japonicus) is een visluizensoort uit de familie van de Argulidae. De wetenschappelijke naam van de soort werd in 1900 voor het eerst geldig gepubliceerd in 1900 door Johannes Thiele.